# Whity
Whity es una película de Alemania Occidental de 1971, escrita y dirigida por Rainer Werner Fassbinder y protagonizada por Günther Kaufmann y Hanna Schygulla. Rodada en Almería, España, es un melodrama en forma de spaghetti western que aborda algunos de los temas recurrentes de Fassbinder como las familias disfuncionales, la diversidad sexual y la lucha del individuo por encontrar un lugar en la sociedad. Se estrenó en el Festival de Berlín de 1971.

## Trama
1878, en algún lugar del oeste de los Estados Unidos. La familia Nicholson reside en una mansión que parece un mausoleo. El propietario Ben Nicholson (Ron Randell) y su segunda esposa Katherine (Katrin Schaake), con inclinaciones ninfómanas, viven con los dos hijos de su primer matrimonio, el homosexual Frank (Ulli Lommel) y el perturbado mental Davy (Harry Baer). Whity (Günther Kaufmann) es el servicial criado de los Nicholson y también el hijo ilegítimo de Ben, nacido de la cocinera negra Marpessa (Elaine Baker).

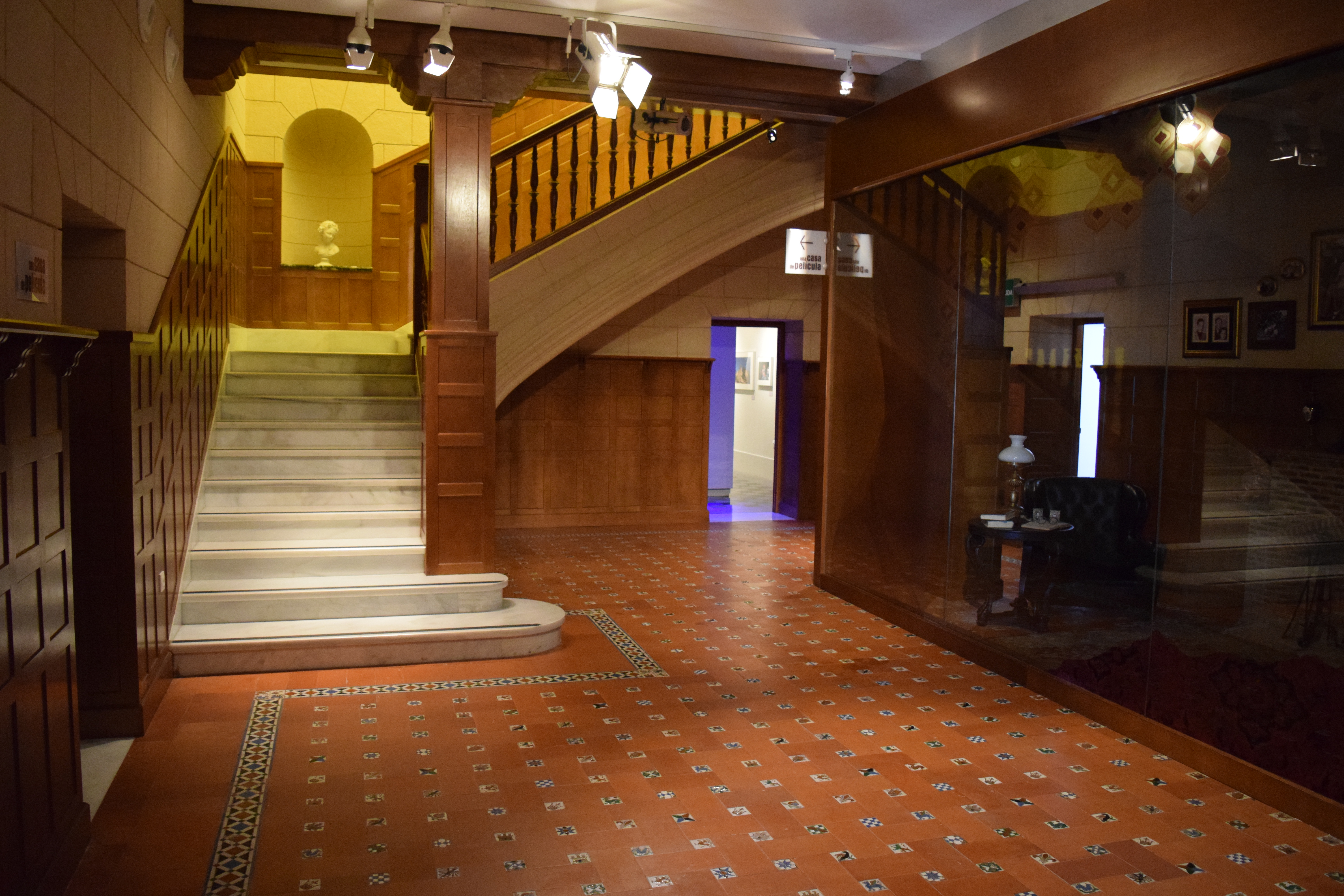
Interior del cortijo Romero, sede de la Casa del Cine, escenario para la casa de los Nicholson en Whity.

A pesar de su capacidad, Whity es humillado y azotado. Su única esperanza de decencia reside en la amistad que tiene con la cantante y puta de salón de la ciudad, Hanna. Ella ha conseguido un trabajo en el Este y se ofrece a llevarse a Whity con ella, pero él dice que debe quedarse con su familia.
Para atrapar a Katherine, Ben hace arreglos para que un mejicano llamado García se haga pasar por médico y la seduzca, confiándole que a Ben no le queda mucho tiempo de vida. El complot tiene éxito pero, en lugar de pagar lo prometido, Ben mata a García. Cuando se entera de que Hanna fue testigo del asesinato, le paga por su silencio.
Emocionados por la perspectiva de heredar el rancho, tanto Frank como Katherine intentan que Whity asesine a Ben. Al final, después de repetidas humillaciones en una casa donde todos intentan seducirse o matarse unos a otros, Whity decide que por fin debe actuar. Le dispara a los cuatro Nicholson y huye al desierto con Hanna, cuyo dinero había robado y apostado anteriormente. Una vez que se termina el agua, bailan juntos mientras el sol se pone detrás de ellos.

## Reparto
- Günther Kaufmann como Whity.[3]
- Hanna Schygulla como Hanna.[3]
- Katrin Schaake como Katherine Nicholson.[3]
- Harry Baer como Davy Nicholson.[3]
- Ulli Lommel como Frank Nicholson.[3]
- Tomás Blanco como falso médico mexicano.[4]
- Stefano Capriati como juez.[4]
- Elaine Baker como Marpessa, la madre de Whity.[4]
- Mark Salvage como Sheriff.[4]
- Helga Ballhaus como esposa del juez.[3]
- Ron Randell como Benjamin Nicholson.[3]
- Rainer Werner Fassbinder como cliente en taberna western.[4]
- Peter Berling, como el tabernero.[4]

## Lanzamiento
Al margen de su estreno en el Festival de Berlín de 1971 nunca se distribuyó en cines y sólo mucho tiempo después se lanzó en DVD en 2001 gracias a la propia Fundación Rainer Werner Fassbinder.

## enlaces externos
- Whity en Internet Movie Database (en inglés).
- Whity en FilmAffinity.

- Datos: Q327427